# Diète de Repnine

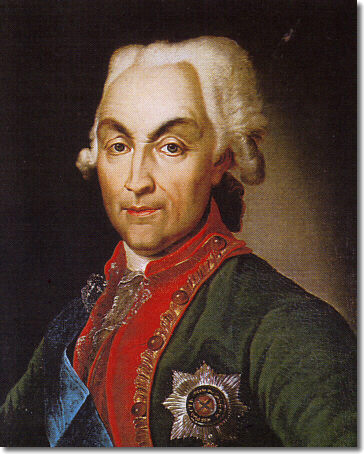
Nicolas Repnine, ambassadeur de Russie

La diète de Repnine (en polonais: Sejm Repninowski) est une diète extraordinaire de la république des Deux Nations qui a siégé à Varsovie d'octobre 1767 à février 1768, au début du règne de Stanislas II Auguste. Elle a reçu le nom, péjoratif du point de vue des Polonais, de « diète de Repnine » en raison du rôle excessif qu'y a joué le diplomate russe Nicolas Repnine, ambassadeur de Russie à Varsovie depuis 1763.

## Contexte: les débuts du règne de Stanislas II
Stanislas II Auguste (jusqu'à son élection : Stanislas Antoine Poniatowski, 1732-1798) est élu en 1764, avec le soutien de la Russie, plus particulièrement de Catherine II.

### Les problèmes politiques
La diète de Repnine fait suite aux diètes de 1764 et 1766, au cours desquelles le roi a tenté avec quelques succès de réformer le gouvernement de la République afin de le rendre plus fort. 
Ces réformes sont perçues comme dangereuses par les voisins de la Pologne, en premier lieu la Russie, mais aussi la Prusse et l'Autriche, qui préfèrent continuer d'avoir affaire à un État faible, comme il l'est depuis la fin du xviie siècle. 
Tout cela engendre des tensions impliquant le roi, l'ambassadeur de Russie, les partisans des réformes et les opposants polonais à ces réformes. 

### Les problèmes religieux
Un autre point de friction concerne le statut des non-catholiques dans la république des Deux Nations, fortement réduit par des diètes du début du siècle (1717, 1736) : Catherine II et Frédéric II se posent en protecteurs de leurs coreligionnaires respectifs, selon eux persécutés par les catholiques les plus intransigeants.

### Les confédérations de 1767
Deux confédérations protestantes se forment en 1767, celle de Toruń (Grande-Pologne) et celle de Sloutsk (grand-duché de Lituanie), toutes deux le 20 mars 1767 ; puis une confédération des opposants aux réformes de Stanislas II, la confédération de Radom (23 juin 1767). Nicolas Repnine leur apporte le soutien de la Russie.
Une diète extraordinaire est convoquée pour le 5 octobre.

## Les élections à la chambre basse
Les élections à la Chambre des députés ont lieu dans les diétines de voïvodie sous le contrôle de l'armée russe (à quoi s'ajoute l'argent de la corruption), afin que soient élus des députés souscrivant à trois points : conclusion d'un traité russo-polonais ; égalité des droits des non-catholiques ; maintien des « libertés nobles ». 
La confédération de Radom cautionne la présence des troupes russes comme « utile à la Nation » (Narod, en pratique : la noblesse). 
Le 2 octobre, Repnine estime que, sur l'ensemble des membres de la Diète, 134 sont favorables à la Russie ; 44 lui sont hostiles ; 58 ne manifestent pas d'opinion claire.

## Bilan
Cette Diète marque une étape dans la dépendance croissante de l'État polono-lituanien vis-à-vis de l'Empire russe. Cette situation de dépendance est clairement exposée dans une lettre[Quand ?] du ministre des Affaires étrangères de Russie, Nikita Ivanovitch Panine au roi Stanislas Auguste, dans laquelle il précise que la république des Deux Nations est maintenant dans la sphère d'influence russe.
Elle est une des causes de la rébellion nobiliaire hostile à la Russie et à Stanislas Auguste, considéré comme trop inféodé à la Russie, qui éclate en 1768 : la confédération de Bar.